# Il cucciolo rapito
Il cucciolo rapito (The Purloined Pup) è un film del 1946 diretto da Charles A. Nichols. È un cortometraggio animato della serie Pluto, prodotto dalla Walt Disney Productions e uscito negli Stati Uniti il 19 luglio 1946, distribuito dalla RKO Radio Pictures.

## Trama
Pluto è un cane poliziotto che viene assegnato al caso del cucciolo Ronnie, rapito dal bulldog Butch. Pluto riesce a infiltrarsi nella casa dove Butch tiene prigioniero Ronnie e, pur rischiando di venire scoperto più volte, riesce a liberare il cucciolo. I due però vengono subito inseguiti da Butch. Pluto usa quindi il kit di cattura che aveva sotterrato in precedenza per catturare Butch, e lui e Ronnie lo portano via con loro.

## Distribuzione

### Edizioni home video

#### VHS
- Le nuove avventure di Pluto (settembre 1986)[1]
- VideoParade vol. 15 (marzo 1994)[2]

#### DVD
Il cortometraggio è incluso nel DVD Walt Disney Treasures: Pluto, la collezione completa - Vol. 1.